# Mistrzostwa Świata w Piłce Nożnej 2014 (eliminacje strefy CAF)/Grupa E

## Tabela
| Lp. | Drużyna      | M | Mecze | Mecze | Mecze | Bramki | Bramki | Bramki | Pkt |
| Lp. | Drużyna      | M | W     | R     | P     | +      | −      | +/−    | Pkt |
| --- | ------------ | - | ----- | ----- | ----- | ------ | ------ | ------ | --- |
| 1.  | Burkina Faso | 6 | 4     | 0     | 2     | 7      | 4      | +3     | 12  |
| 2.  | Kongo        | 6 | 3     | 2     | 1     | 7      | 3      | +4     | 11  |
| 3.  | Gabon        | 6 | 2     | 1     | 3     | 5      | 6      | −1     | 7   |
| 4.  | Niger        | 6 | 1     | 1     | 4     | 6      | 12     | −6     | 4   |

## Mecze
Czas:CET
| 2 czerwca 2012 20:15 | Burkina Faso | 0:3 wo. | Kongo | Stadion 4 Sierpnia, Wagadugu Widzów: 23,904 Sędzia: Bouchaib El Ahrach |
|                      |              |         |       |                                                                        |

- FIFA przyznała walkower na korzyść Konga, gdyż w ekipie Burkina Faso wystąpił nieuprawniony zawodnik Herve Xavier Zengue. Początkowo mecz zakończył się wynikiem 0-0.

| 3 czerwca 2012 17:00 | Niger | 3:0 wo. | Gabon | Stade Général Seyni Kountché, Niamey Widzów: 20,000 Sędzia: Dżamal Hajmudi |
|                      |       |         |       |                                                                            |

- FIFA przyznała walkower na korzyść Nigru, gdyż w ekipie Gabonu wystąpił nieuprawniony zawodnik Charly Moussono. Początkowo mecz zakończył się wynikiem 0-0.

| 9 czerwca 2012 16:30 | Kongo · Malonga 86' | 1:0(0:0) | Niger | Stade Municipal, Pointe-Noire Widzów: 10,500 Sędzia: Hudu Munyemana |
|                      |                     |          |       |                                                                     |

| 9 czerwca 2012 16:40 | Gabon · Ebanega 56' | 1:0(0:0) | Burkina Faso | Stade d'Angondjé, Libreville Widzów: 23,000 Sędzia: Ousmane Fall |
|                      |                     |          |              |                                                                  |

| 23 marca 2013 15:30 | Kongo · Samba 67' | 1:0(0:0) | Gabon | Stade Municipal, Pointe-Noire Widzów: 13,000 Sędzia: Bakary Gassama |
|                     |                   |          |       |                                                                     |

| 23 marca 2013 19:00 | Burkina Faso · Pitroipa 3' · Bancé 36' · Kaboré 78' · Nakoulma 88' | 4:0(2:0) | Niger | Stadion 4 Sierpnia, Wagadugu Widzów: 35,000 Sędzia: Doué Noumandiez |
|                     |                                                                    |          |       |                                                                     |

| 8 czerwca 2013 16:30 | Gabon | 0:0(0:0) | Kongo | Stade de Franceville, Franceville Widzów: 27,500 Sędzia: Gehad Grisha |
|                      |       |          |       |                                                                       |

| 9 czerwca 2013 17:00 | Niger | 0:1(0:0) | Burkina Faso · 81' Pitroipa | Stade Général Seyni Kountché, Niamey Widzów: 18,000 Sędzia: Bamlak Tessema Weyesa |
|                      |       |          |                             |                                                                                   |

| 15 czerwca 2013 16:30 | Kongo | 0:1(0:1) | Burkina Faso · 38' Bancé | Stade Municipal, Pointe-Noire Widzów: 13,497 Sędzia: Rainhold Shikongo |
|                       |       |          |                          |                                                                        |

| 15 czerwca 2013 17:00 | Gabon · Aubameyang 43' (k), 87' (k), 90+8' (k) · Manga 90+7' | 4:1(1:1) | Niger · 14' Yacouba | Stade de Franceville, Franceville Widzów: 12,000 Sędzia: Samuel Chirinda |
|                       |                                                              |          |                     |                                                                          |

| 7 września 2013 17:30 | Burkina Faso · Nakoulma 54' | 1:0(0:0) | Gabon | Stadion 4 Sierpnia, Wagadugu Widzów: 30,000 Sędzia: Rajindraparsad Seechurn |
|                       |                             |          |       |                                                                             |

| 7 września 2013 17:30 | Niger · Cissé 34' · Kamilou 70' | 2:2(1:0) | Kongo · 66' N’Guessi · 76' Kapolongo | Stade Général Seyni Kountché, Niamey Widzów: 20,000 Sędzia: Koman Coulibaly |
|                       |                                 |          |                                      |                                                                             |